# Bab'Aziz, el sabio sufí
Bab'Aziz, el sabio sufí (En francés: Bab'Aziz, le prince qui contemplait son âme) conocida también como BabAziz, el sabio sufí es una película coproducida por Túnez, Francia, Alemania, Reino Unido, Irán y Hungría, dirigida por el tunecino Nacer Khemir, del género del drama que se estrenó en el Festival Internacional de Cine de Vancouver, Canadá el 8 de octubre de 2005 y tiene como principales protagonistas a Parviz Shahinkhou, Maryam Hamid, Golshifteh Farahani, Nessim Kahloul y Mohamed Grayaa. Es el tercer largometraje de Nacer Khemir, y se rodó en Túnez e Irán.

## Sinopsis
Sobre un desierto avanzan una niña llamada Ishtar y su anciano abuelo ciego, un sufí llamado Bab'Aziz. Buscan la gran reunión de derviches que tiene lugar cada treinta años en un sitio desconocido y, para hallarlo, basta con tener fe y dejarse guiar por el silencio del desierto.
El abuelo entretiene a su nieta contándole cuentos, como el del príncipe que se pierde en el desierto y se convierte en derviche tras contemplar en el agua su alma. Abuelo y nieta conocerán a compañeros de camino como Osman, que sufre por volver a ver a una bella mujer que encontró una vez en el fondo de un pozo; Zaid, cuyo canto hizo que recuperara la belleza que había perdido o un príncipe que cambió su reino por tener paz espiritual. La película está basada en el místico sufí Ebrahim Adham.

## Reparto
- Parviz Shahinkhou: Bab'Aziz
- Maryam Hamid: Ishtar
- Hossein Panahi: derviche rojo
- Nessim Khaloul: Zaid
- Mohamed Graïaa: Osman
- Golshifteh Farahani: Nour
- Soren Mehrabiar: derviche

## Alegorías sufis
Al ser una película sobre la temática sufi, es interesante poder develar algunas alegorías que existen en la película para poder verla de una forma más completa.
- Una gacela acompaña a Bab'aziz durante toda la película, siendo el punto de encuentro con la historia del príncipe, quien resulta ser él mismo.
- Para el sufismo, un "Pastor de Gacelas" es un hombre muy sabio, siendo ésta la segunda alegoría del porqué este animal y no otro.
- En el poema de las mariposas, tampoco es casual este animal, pues para el sufismo (al igual que muchas otras tradiciones) la mariposa representa el alma del ser humano.
- En la tapa de la película, existe un error conceptual de la traducción con respecto a su tapa en inglés, esta frase "to find the beloved one must have faith", fue traducida como "Para encontrar aquello que se ama uno debe tener fe", si bien es correcta en el contexto occidental, la traducción debió haber sido "Para encontrar al Amado uno debe tener fe", ya que en la tradición sufi el amante es el sufi y el amado es Allah.
- La historia de Osman, el hombre que cae al pozo y encuentra allí a la mujer más hermosa, que al final termina siendo una ilusión, representa los aspectos de los nafs (personalidades) que constantemente intentan volver a lo ilusorio, aunque esto signifique ir hasta los más profundo de nuestro engaño (tirarse a profundos pozos de agua).
- Durante toda la película el personaje Hussein (quien busca al derviche pelirrojo que mató a su hermano) es robado y engañado hasta terminar solamente con un taparrabo por vestimenta (alegóricamente habiendo realizado su "vaciado" de todo lo inútil) termina siendo investido por Bab'aziz como un derviche.
- Al preguntar Ishtar a Bab'aziz donde era la reunión, éste contesta que solo hay que caminar (transitar un camino espiritual) y tener fe para llegar a la reunión (con Allah).

## Comentario
Es un drama místico firmado por Nacer Khemir (Los Balizadores del Desierto), intelectual árabe educado en Francia que reconoce tener una relación de amor-odio con su identidad cultural. El filme refleja la bipolaridad entre Oriente y Occidente, mostrando el universo espiritual del Islam (a través de sufís, derviches y demás gurús pacíficos), en un mundo que cada vez tiene más hostilidad hacia dicha religión. El resultado es un poema de gran lirismo rodado sobre las arenas de Irán y Túnez, bajo la colaboración de todo un clásico, Tonino Guerra, guionista de las películas de Fellini (Amarcord, Ginger y Fred). El reparto está encabezado por actores alejados del panorama internacional como el veterano Parviz Shahinkhou y la jovencísima Maryam Hamid. Destacan también los nombres de Nessim Khaloul, Mohamed Graïaa y Golshifteh Farahani. La película ha sido presentada en festivales internacionales, como Locarno o Turín.